# Camposano
Camposano es un municipio italiano localizado en la ciudad metropolitana de Nápoles, en Campania. Tiene una población estimada, a fines de marzo de 2022, de 5077 habitantes.
Limita con las localidades de Cicciano, Cimitile, Comiziano y Nola.

## Demografía
| Gráfica de evolución demográfica de Camposano entre 1861 y 2022 |
|                                                                 |
| Fuente: ISTAT - Elaboración gráfica de Wikipedia                |